# Myrmecophantes fere-nigra
Myrmecophantes fere-nigra là một loài bướm đêm trong họ Geometridae.